# Марганецкий погром (2009)
Марганецкий погром — межэтнический конфликт в украинском городе Марганец, спровоцированный дракой между украинцами и армянами в кафе «Скорпион» 28 июня 2009 года, в ходе которой был убит милиционер Сергей Бондаренко.

## События
Вечером 28 июня в кафе «У Ялового» компания местных жителей друзей-спортсменов, среди которых был и сержант Марганецкого ГО УМВД Украины Сергей Бондаренко, отмечала праздник. В этом же кафе отдыхала молодая компания, состоящая из армян, также граждан Украины. Ближе к ночи между украинцами и армянами вспыхнула ссора, переросшая в драку. Очевидцы рассказывали, что украинцы дрались голыми руками, в то время как армяне схватили ножи. Один из очевидцев свидетельствовал:
"Началось все из-за пари - кто больше поднимет пушку. Начали оскорблять украинцев и началась страшная драка, наши парни были с голыми руками, а у тех сразу ножи откуда-то взялись, бутылки битые из-под водки".
Никаких доказательств словам свидетеля не было найдено.
В ходе столкновения ударом в сердце был убит Сергей Бондаренко, который попытался разнять дерущихся. В реанимации также оказались двое его знакомых с ножевыми ранениями груди, печени и желудка. После получасовой драки армяне скрылись. Позже драка между украинцами и армянами вспыхнула у здания местной больницы. Впоследствии в городе произошли стихийные беспорядки, в ходе которых, по словам представителя армянской диаспоры, было уничтожено более 15 автомобилей.
Для восстановления порядка и для защиты армянской диаспоры в город были введены части спецподразделения Беркут. Армянин, убивший милиционера (Самвел Фтоян), был задержан. Также был арестован ещё один гражданин, подозреваемый в организации драки у больницы.
1 июля произошли многолюдные похороны убитого Сергея Бондаренко, после которых жители города собрались у здания горисполкома и встретились с мэром города С. И. Кузнецовым. Собравшиеся требовали:
- гарантий объективного расследования и наказания убийцы[7],
- освобождения жителя города, задержанного в ходе событий[7],
- всеобщую депортацию армянского населения из Марганца[7],
- более широкого и частого освещения деятельности городских властей в местных СМИ[7].

В 2010 году Самвел Фтоян за убийство Бондаренко был осуждён на пожизненное лишение свободы.

## Огласка
О поддержке местных жителей в конфликте с представителями армянской диаспоры заявил один из лидеров украинских националистов Олег Тягнибок. О своей солидарности с жителями Марганца заявили крымские казаки.
Посол Украины в Армении заявил, что в конфликте участвовали лица армянского происхождения с обеих сторон.